# Radnice v Lokti
Radnice v Lokti je barokní stavba z konce 17. století, postavená na základech gotického měšťanského domu. Nachází se v historické části Lokte na jihozápadním okraji náměstí při nároží s ulicí Radniční. Budova je sídlem Městského úřadu Loket a je v ní umístěna městská knihovna.
Budova je chráněna jako kulturní památka České republiky.

## Historie
Původní loketská radnice stála na protější straně náměstí. 

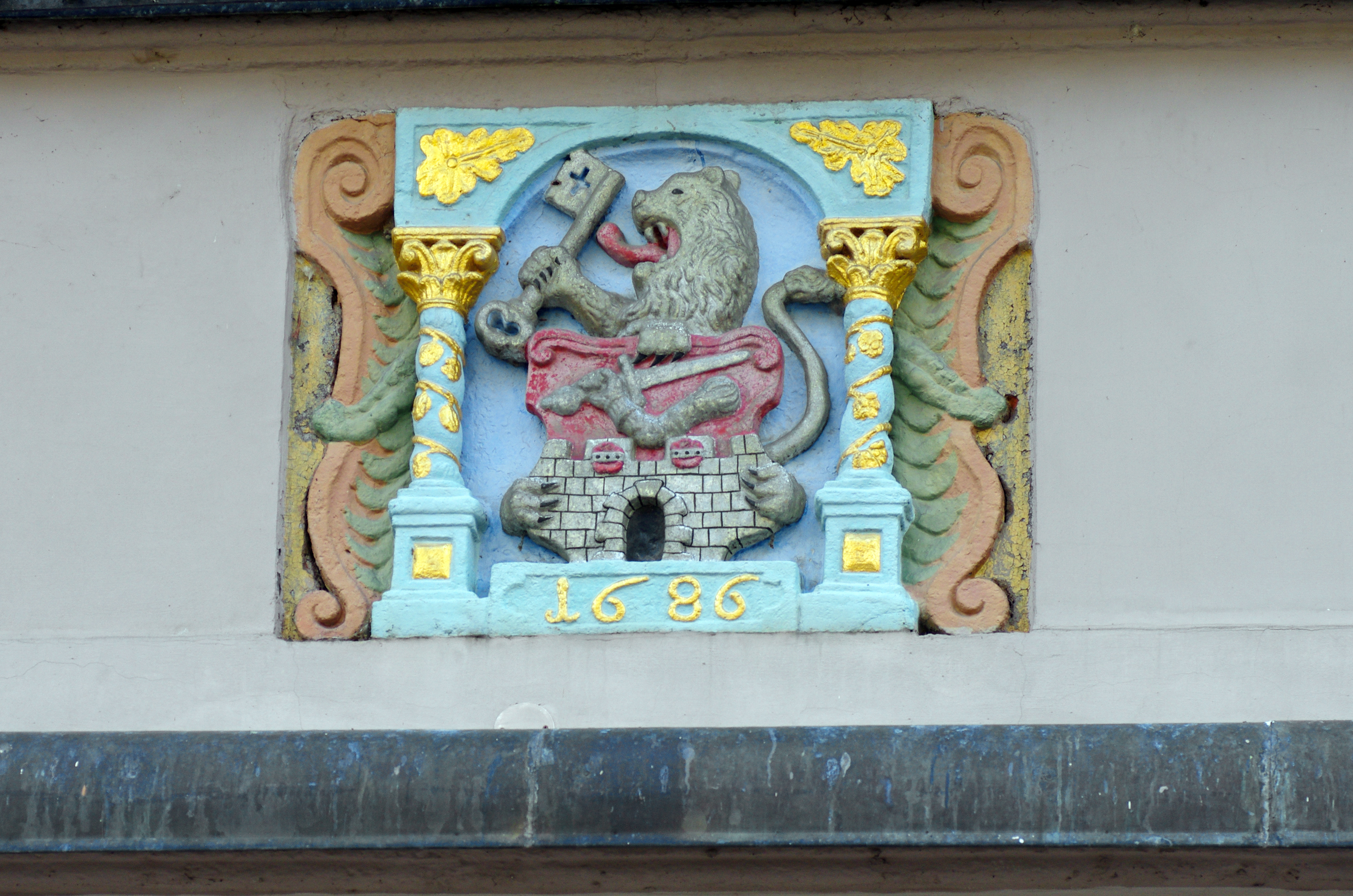
Městský znak s letopočtem 1686

Budova prošla renesanční přestavbou v roce 1639. Během třicetileté války zchátrala a od roku 1680 zasedala městská rada na loketském hradě. Od počátku 17. století plánovalo město výstavbu nové radnice. Byl proto osloven pražský měšťan, architekt německého původu Abrahám Leuthner. Ten vypracoval dva plány, první počítal s umístěním na místě původní radnice v severní části náměstí, možná s částečným využitím dochovaných stavebních prvků. Městská rada se rozhodla pro druhý návrh, novou výstavbu na jižní straně náměstí, kde stál dům Andrease Pleyera. Po zboření domu byla zahájena stavba radnice. Architekt Leuthner průběh stavebních prací pouze kontroloval, protože ve stejnou dobu vedl přestavbu klášterního kostela ve Waldsassenu. Vlastní stavba probíhala od roku 1682 do roku 1687. V roce 1686 byl nad vchod umístěn polychromovaný městský znak a do věže přemístěny staré hodiny z hradu. Práce v interiéru byly dokončeny až v roce 1696. Při malém radničním náměstí byla později za hlavní budovu s věží přistavena jednopatrová budova. Ta však roku 1725 vyhořela a následně znova postavena. V roce 1913 byl vypracován architektonický návrh na přestavbu radnice, který však nebyl realizován a po první světové válce se již finanční prostředky na přestavbu nenašly.

## Stavební podoba

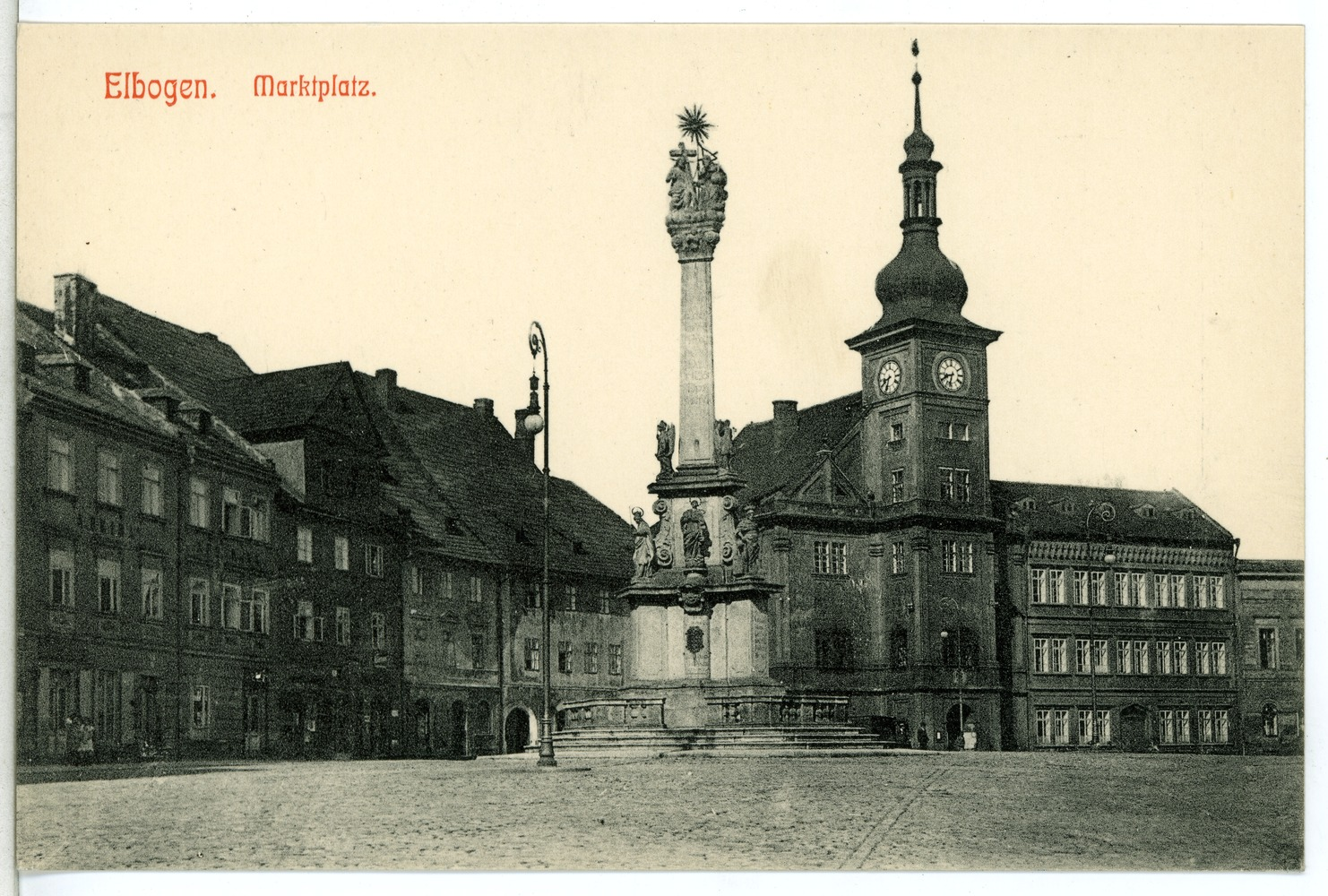
Radnice roku 1911

Budova radnice v historické zástavbě byla zčásti postavena na základech staršího gotického domu. 
V suterénu radnice se dochovaly z původního gotického domu valeně klenuté stropy. K hlavní dvoupodlažní budově radnice je téměř ve středu průčelí představena šestipodlažní věž, ukončená cibulovou bání s lucernou. Hlavní budova má téměř čtvercový půdorys. Průčelí hlavní budovy je členěno pilastrry a orámováním. Okna ve všech podlažích jsou sdružená a plochy mezi okny v prvním a druhém podlaží zdobí vpadlé výplně. Okna v prvním patře jsou doplněna kovanými mřížemi. Nad vstupem do suterénu se dochovala barokní supraporta s rozeklaným frontonem. Kamenný znak města nad vchodem pod hlavní římsou pochází z budovy původní radnice. Kromě datace 1686 je na něm ruka v brnění svírající meč a lev se symbolickým klíčem ke království českému. Členěné pološtíty spočívají na nízké podezdívce, ohraničené pilíři s koulemi. Jsou rozděleny diagonálním ramenem, kolmým k vnější šikmé hraně štítu. V přízemí budovy se nachází střední chodbový trakt v ose věže a dva postranní trakty. Jsou klenuty zčásti plackovými klenbami, zčásti valenými klenbami s lunetami. Střední chodba a západní trakt mají valené a křížové klenby. Místnosti v patře jsou plochostropé nebo valeně zaklenuté s lunetami.